# Harvey Ball
Harvey Ross Ball (Worcester, 10 de julho de 1921 – Worcester, 12 de abril de 2001) foi um artista comercial americano. Ele é reconhecido como o designer de uma imagem gráfica popular de um rosto sorridente, que se tornou um ícone internacional duradouro e notável. Ele nunca solicitou uma marca registrada para a icônica imagem sorridente e só recebeu $45 por seus esforços. Ball mais tarde fundou a World Smile Foundation em 1999, uma organização sem fins lucrativos de apoio a causas infantis.

## Primeiros anos
Ball nasceu e foi criado em Worcester, por seus pais Ernest G. Ball e Christine ("Kitty") Ross Ball. Ball tinha cinco irmãos, três mais novos chamados Merrit, Virginia e Raymond, e dois mais velhos chamados Jessie e Ernest Jr. Durante seu tempo como estudante na Escola Comunitária South High de Worcester, ele se tornou aprendiz de um pintor de letreiros local e posteriormente frequentou a Escola de Arte do Worcester Art Museum, onde estudou belas artes.

## State Mutual e a criação doSmiley
Após a Segunda Guerra Mundial, Ball trabalhou para uma empresa local de publicidade até fundar seu próprio negócio, Harvey Ball Advertising, em 1959. Ele projetou o smiley face em 1963.[carece de fontes?]
A State Mutual Life Assurance Company de Worcester, em Massachusetts (agora conhecida como Hanover Insurance) havia adquirido a Guarantee Mutual Company de Ohio. A fusão resultou em baixa moral dos funcionários. Na tentativa de resolver isso, Ball foi contratado em 1963 como artista freelancer para criar uma imagem que aumentasse a moral. Ball começou com um círculo amarelo-ensolarado contendo um sorriso, no entanto, ele não ficou satisfeito porque poderia ser invertido para formar uma expressão triste. Ao adicionar dois olhos, ele criou um rosto sorridente. O desenho inteiro levou 10 minutos para ser concluído e rendeu a ele $45.
A State Mutual planejava distribuir 100 broches contendo o design, no entanto, a demanda rapidamente aumentou. O objetivo era fazer com que os funcionários sorrissem enquanto usavam o telefone e realizavam outras tarefas. Pesquisas posteriores confirmaram os instintos de Ball. Os botões se tornaram populares, com pedidos sendo feitos em lotes de 10.000. Mais de 50 milhões de botões com o rosto sorridente foram vendidos até 1971, e o smiley foi descrito como um ícone internacional.
Em 1971, o rosto sorridente estava em todos os lugares, então Ball entrou em contato com advogados de patentes, que lhe disseram que o design agora estava no domínio público. Ball disse: "Nunca me incomodou. Eu pensei que se eu tornar o mundo um pouco mais feliz, está tudo bem". O filho de Ball, Charles, teria dito que seu pai nunca se arrependeu de não registrar os direitos autorais. O Telegram & Gazette relatou que Charles Ball disse: "ele não era obcecado por dinheiro, costumava dizer: 'Ei, só posso comer um bife de cada vez, dirigir um carro de cada vez'".[carece de fontes?]

## Popularidade dosmiley

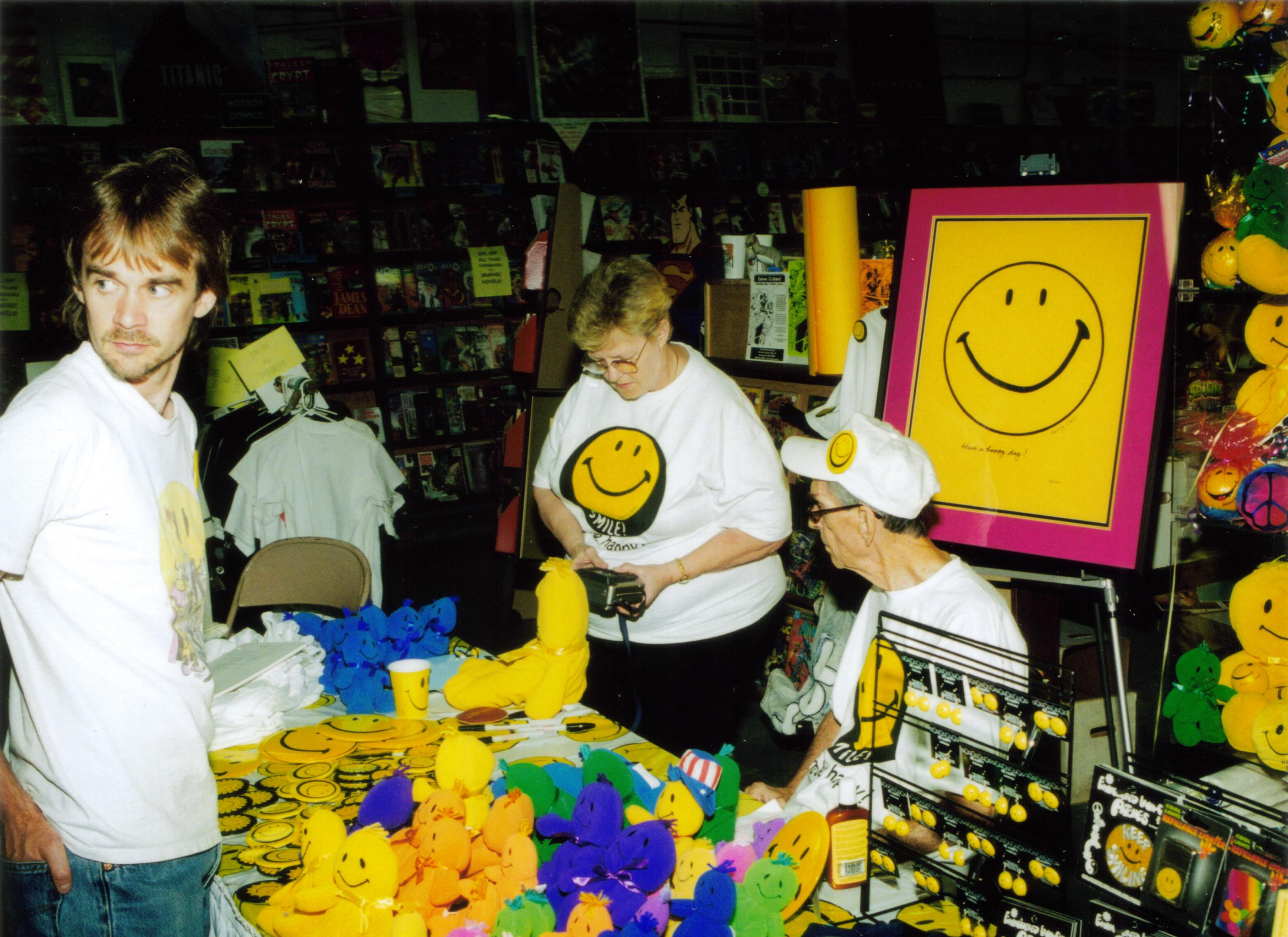
Ball (sentado) em uma sessão de autógrafos pública, 1998

A frase "Tenha um dia feliz" tornou-se associada ao smiley, embora não fizesse parte do design original de Ball. Os irmãos Bernard e Murray Spain, de Filadélfia, projetaram e venderam produtos com a frase e o logotipo no início dos anos 1970. Eles registraram a combinação como marca registrada e posteriormente mudaram a frase para "Tenha um bom dia", que por si só se tornou uma frase de uso comum na vida cotidiana na América do Norte.
O smiley foi introduzido na França em 1972 como um sinal de uma notícia boa no jornal France-Soir. O francês Franklin Loufrani usou a imagem dessa forma e tomou medidas rápidas para registrar a imagem como marca. Em 2013, a empresa faturava mais de US$ 100 milhões por ano e se envolveu em uma disputa de direitos autorais com o Walmart pela imagem nos anos 1990.
A BBC transmitiu um documentário de rádio em 4 de fevereiro de 2012, chamado Smiley's People, que abordava a história do smiley.

## Promoção

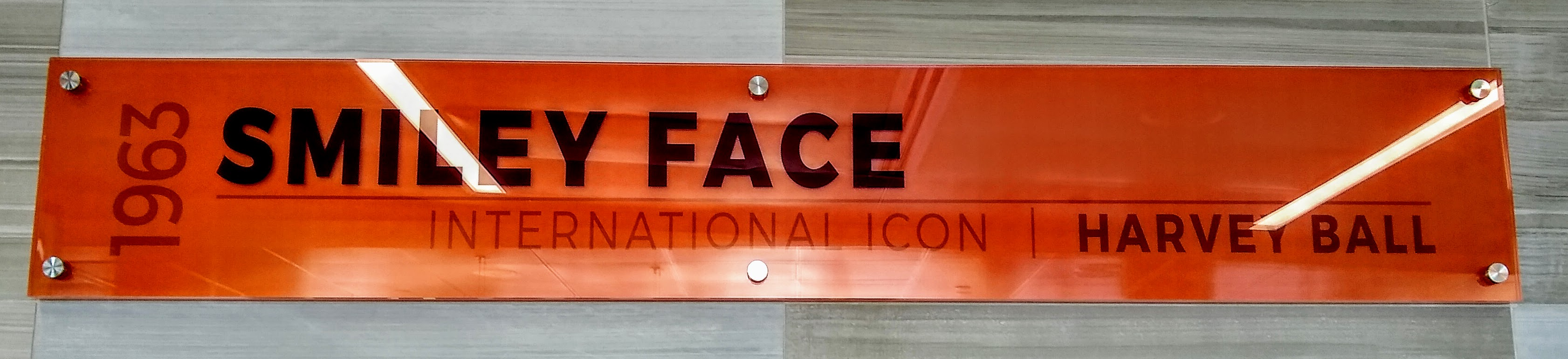
Uma placa em homenagem a Harvey Ball e sua contribuição para o Smiley Face no Aeroporto Internacional Logan de Boston

Em 18 de julho de 1998, por ocasião do 35.º aniversário da criação do design, Ball apareceu na loja That's Entertainment para encontrar fãs e assinar broches e artes com o smiley. Nessa ocasião, Ball foi mostrado cópias da graphic novel Watchmen, número 1, que apresentava uma imagem famosa de um rosto sorridente com respingos de sangue. O gerente da loja, Ken Carson, foi citado dizendo que Ball parecia divertido ao vê-lo na capa.

## World Smile Foundation
Ball fundou a World Smile Foundation em 1999, uma organização beneficente sem fins lucrativos que apoia causas infantis. O grupo licencia Smileys e organiza o Dia Mundial do Sorriso, que ocorre na primeira sexta-feira de outubro de cada ano e é um dia dedicado ao "bom humor e boas ações". O lema do dia é: "Faça um ato de bondade — ajude uma pessoa a sorrir."

## Morte e legado
Ball faleceu em 12 de abril de 2001, em decorrência de falência hepática após uma breve doença. Ele tinha 79 anos. Ele deixou para trás sua esposa de 54 anos, Winifred Trudell, e quatro filhos.
A terra que pertencia à família Ball, na Granite Street em Worcester, foi comprada pela Cidade de Worcester em junho de 2007, com a ajuda do Mass Audubon e uma concessão de US$ 500.000 do Escritório Executivo de Assuntos Ambientais do Estado, Divisão de Serviços de Conservação. Esta propriedade conecta a Reserva Broad Meadow Brook do Mass Audubon com a em desenvolvimento Blackstone River Bikeway. Agora é conhecida como "Harvey Ball Conservation Area" e abriga a trilha "Smiley Face Trail", nome apropriado.

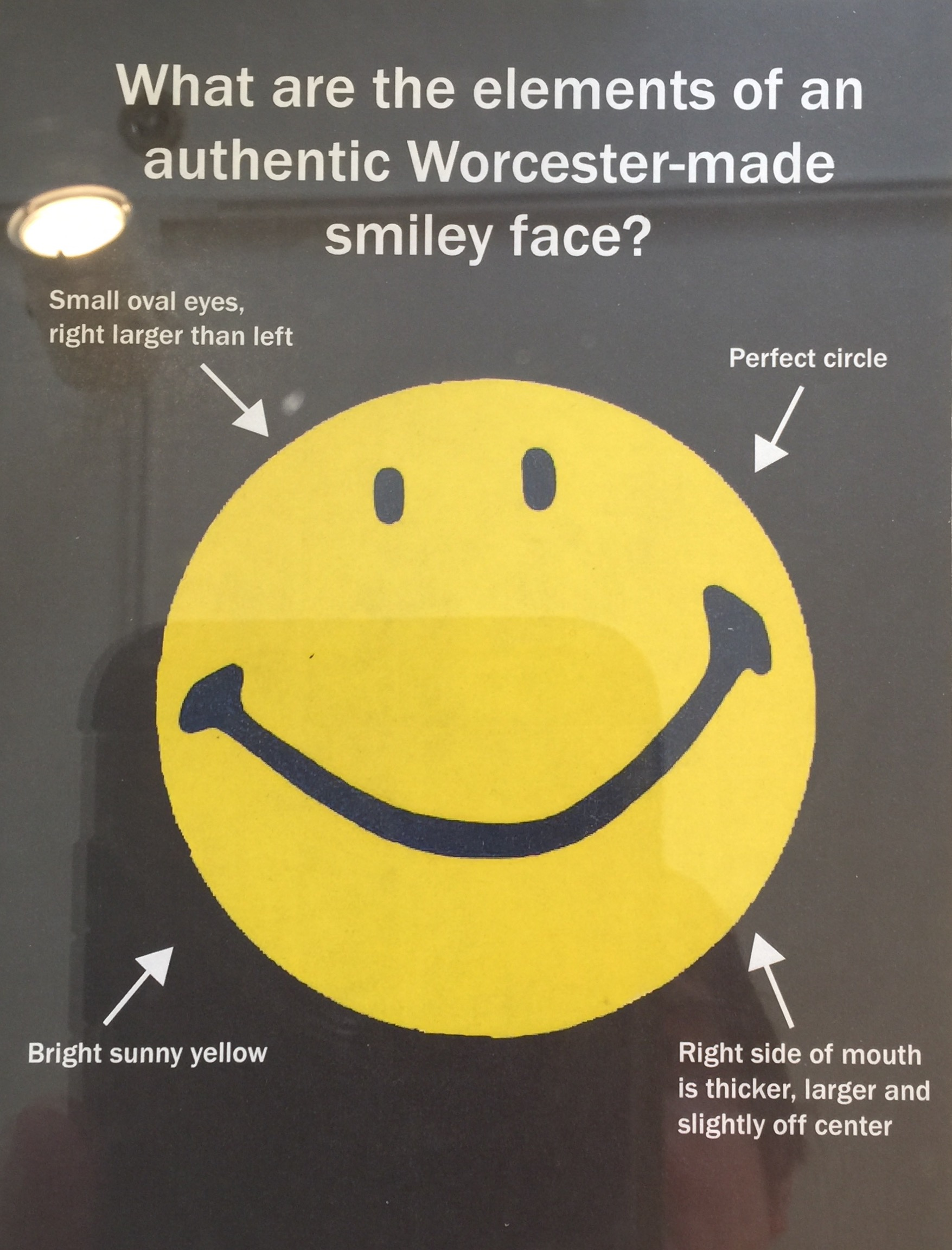
Características distintivas de um smiley face feito em Worcester

## Características distintivas dosmiley facede Ball
Um smiley face de Harvey Ball pode ser identificado por três características distintivas: olhos ovais estreitos (sendo o da direita ligeiramente maior que o da esquerda), uma cor amarelo brilhante e ensolarada, e uma boca que não forma um arco perfeito, que tem sido comparada a um "Mona Lisa Mouth" (Boca da Mona Lisa). O rosto tem linhas ao lado da boca, e a boca está ligeiramente descentralizada (com o lado direito um pouco mais alto que o esquerdo) e o lado direito da boca é ligeiramente mais espesso do que o esquerdo.